# Reserva Natural de Sikhote-Alin
Reserva Natural Sikhote-Alin ( pronúncia russa: [sʲɪxɐˈtɛ ɐˈlʲinʲ], Inglês /ˈsiːkəˌteɪ əˈliːn/, SEE-kə-TAY-_-ə-LEEN ) é um  'zapovednik' (reserva natural estrita) em Primorsky Krai. É uma reserva para o ameaçado tigre siberiano.
Foi fundada em 10 de fevereiro de 1935, para proteger uma população de palanca negra. A Reserva Natural de Sikhote-Alin está localizada em uma bacia hidrográfica nas encostas orientais de Central Sikhote-Alin nos distritos de Terneysky e Krasnoarmeysky e na área do Conselho Municipal de Dalnegorsk. 
A área do zapovednik é de 401.428 ha (2.900 ha - aquático).

A reserva, juntamente com a Reserva Natural Ussurisky, é apresentada no filme natural Operation Snow Tiger da BBC, exibido pela primeira vez em 2013.